# Georg Franz Hoffmann

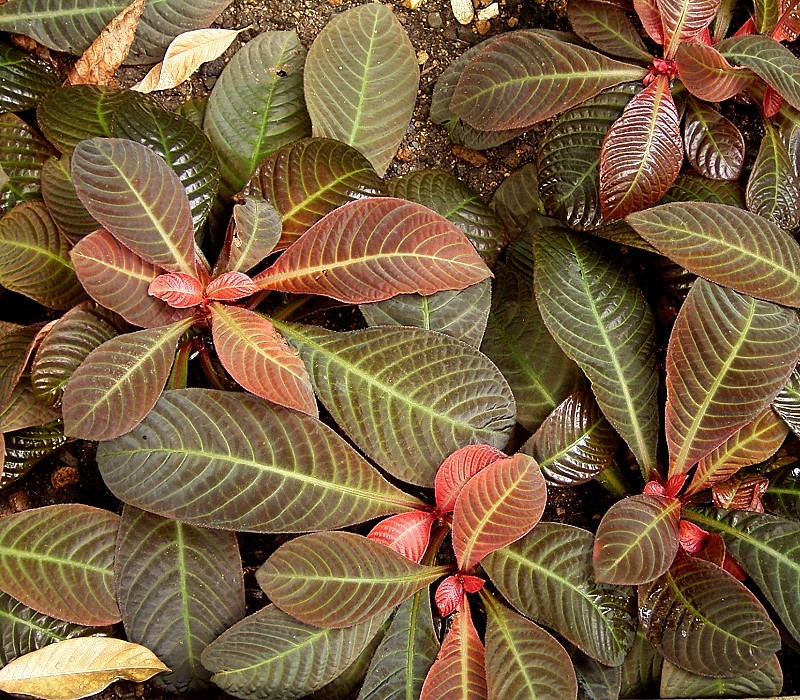
Hoffmannia refulgens

Georg Franz Hoffmann (ur. 30 stycznia 1760 w Marktbreit, zm. 17 marca 1826 w Moskwie) – niemiecki botanik i mykolog, wykładowca akademicki na uniwersytetach w Erlangen, Getyndze i Moskwie, pierwszy dyrektor ogrodu botanicznego uniwersytetu moskiewskiego.

## Życiorys
Georg Franz Hoffmann urodził się 30 stycznia 1760 roku w Marktbreit. Po studiach medycznych w Erlangen, uzyskał stopień doktora w 1790 roku, a jego praca doktorska na temat ekologicznej użyteczności porostów zdobyła nagrodę akademii w Lyonie. Od 1789 roku na stanowisku profesora nadzwyczajnego w Erlangen. Od 1792 roku profesor zwyczajny medycyny i botaniki uniwersytetu w Getyndze, gdzie był również dyrektorem uniwersyteckiego ogrodu botanicznego. Jego wykładów mieli słuchać Johann Wolfgang von Goethe (1749–1832) i Alexander von Humboldt (1769–1859).
W 1804 roku przyjął profesurę botaniki na uniwersytecie moskiewskim, gdzie objął również funkcję pierwszego dyrektora ogrodu botanicznego.
Prowadził przede wszystkim badania nad grzybami i porostami. Zgromadził bogate herbarium.

## Publikacje
- 1790 – Taschenbuch der Flora von Deutschland[2]
- 1814 – Genera Plantarum Umbelliferarum...[3]

## Członkostwa, wyróżnienia i nagrody
- 1815 – wybrany na członka Niemieckiej Akademii Przyrodników „Leopoldina” (niem. Deutsche Akademie der Naturforscher Leopoldina)[4]

## Upamiętnienie
Rodzaj marzanowatych – Hoffmannia – został nazwany od jego nazwiska.